# Stadio Cino e Lillo Del Duca
Stadio Cino e Lillo Del Duca je nogometni in atletski stadion v italijanskem mestu Ascoli Piceno. Imenuje se po bratih De Luca, ki sta ustanovila dnevnik Il Giorno.
Trenutno se uporablja predvsem za igranje nogometnih tekem in je domače igrišče nogometnega kluba Ascoli Calcio. Stadion je bil zgrajen leta 1962 in sprejme 20.000 gledalcev.